# Berzdorfer See
Berzdorfer See – sztuczne jezioro w Niemczech, położone blisko południowej granicy miasta Görlitz w Saksonii, na terenie Łużyc Górnych, blisko granicy z Polską.
Jezioro powstało w latach 2002-2013 wskutek celowego zalania kopalni węgla brunatnego Berzdorf, nieczynnej od 1997 roku. Jego powierzchnia wynosi 965 ha, długość linii brzegowej 15,5 km. Berzdorfer See w najgłębszym miejscu liczy 71 m. Wokół akwenu powstaje zaplecze rekracyjno-sportowe – obecnie nad Berzdorfer See działa przystań jachtowa, kilka plaż, dwa campingi, wieża widokowa, pole golfowe (18 dołków) i kilka restauracji, placów zabaw oraz punktów widokowych. Jezioro otaczają dwie asfaltowe ścieżki, przeznaczone dla rowerzystów i osób jeżdżących na rolkach, liczące łącznie 38 km.
Na brzegach północnej i wschodniej części jeziora znajdują się plaże piaszczysto-żwirowe, a w części południowej plaża "Blue Lagoon" z białym piaskiem.

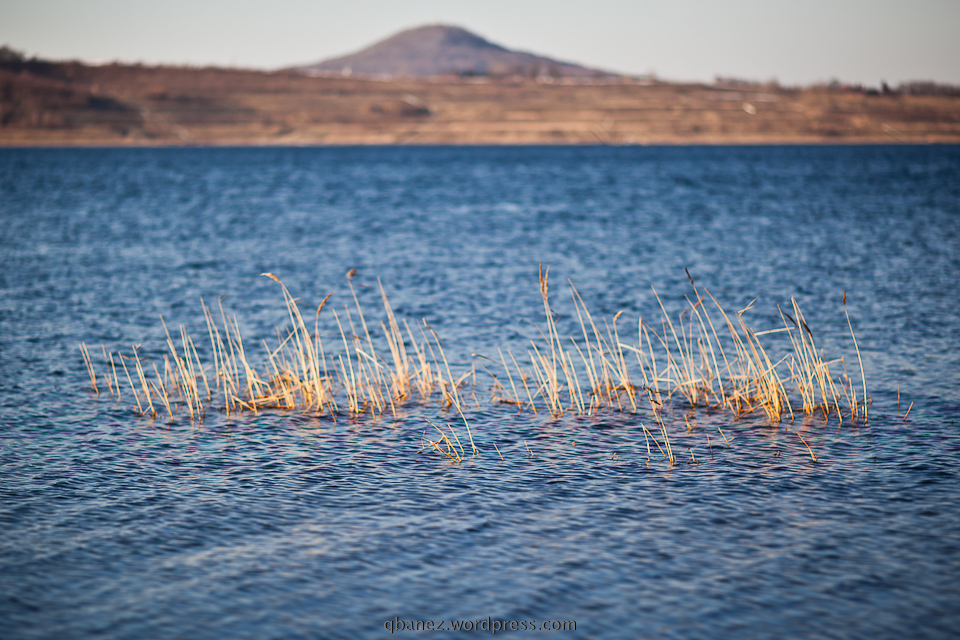
Berzdorfer see i Landeskrone w tle

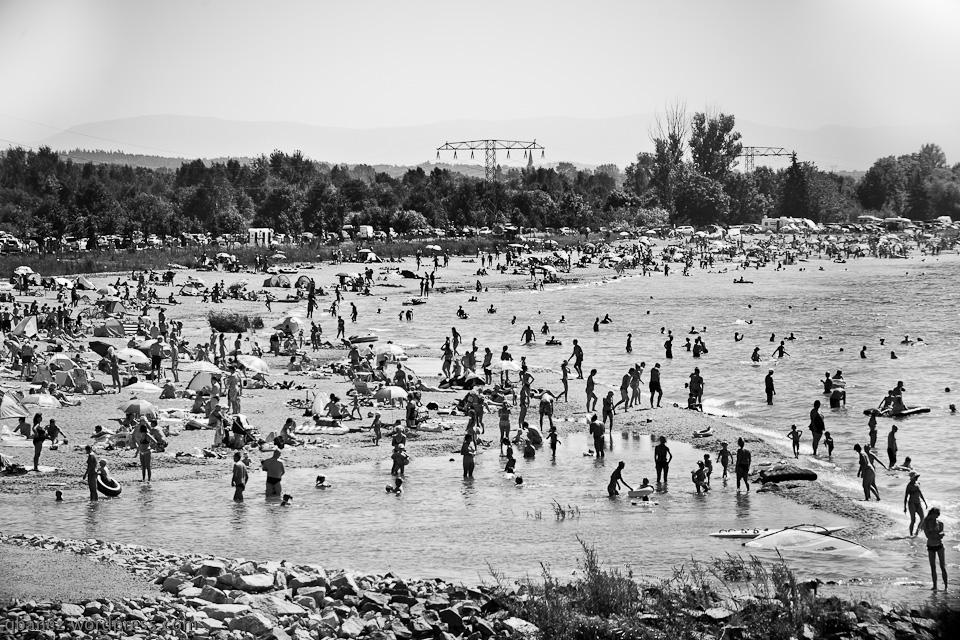
Plaża na Berzdorfer See

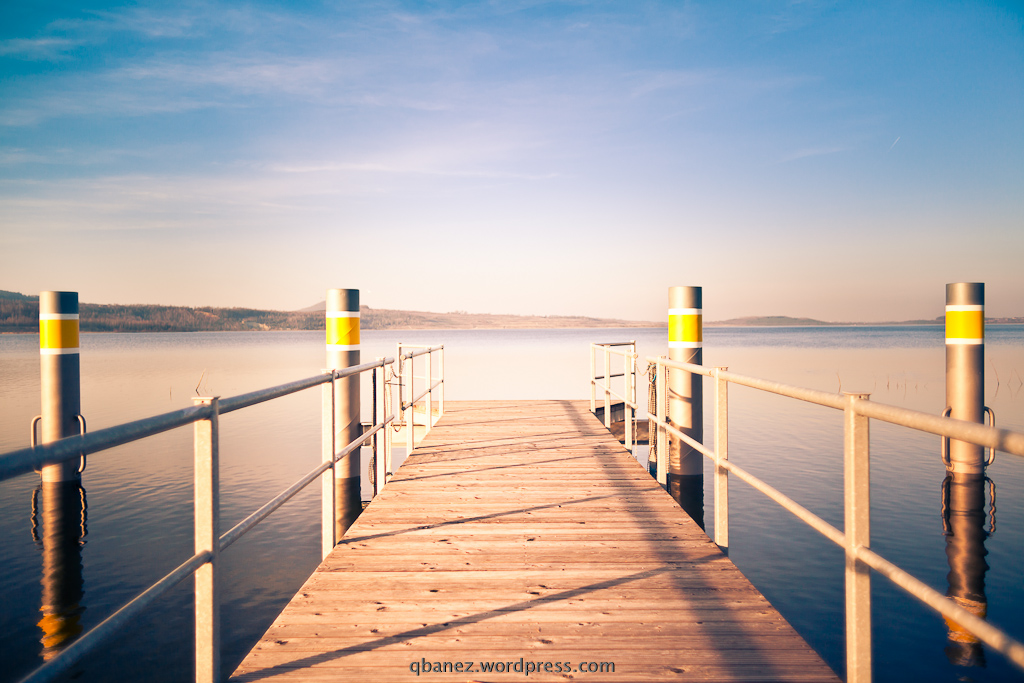
Berzdorfer See i jeden z kilku pomostów

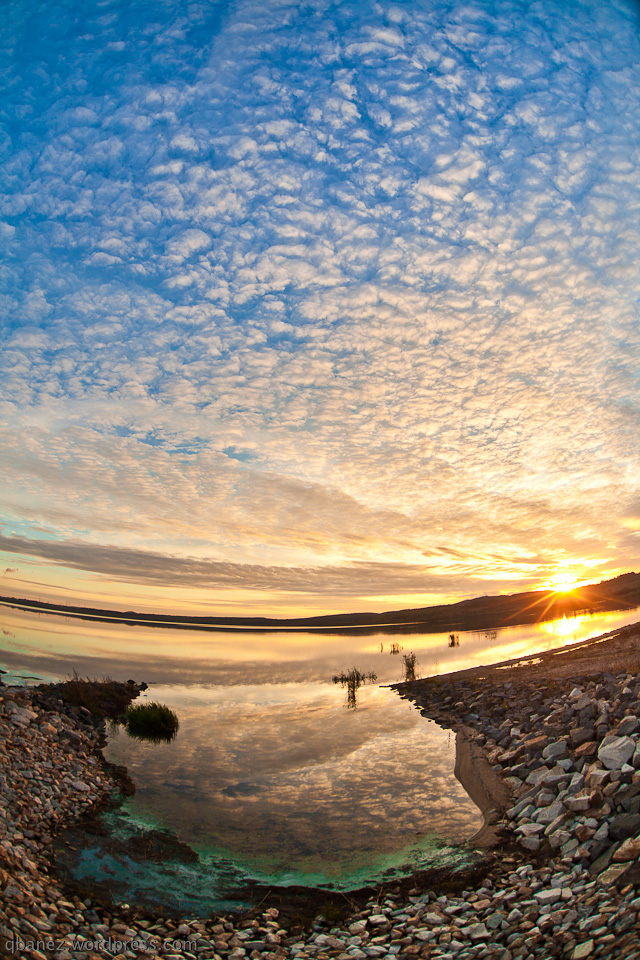
Zachód słońca nad Berzdorfer See